# Shut Lane Mill
Die Shut Lane Mill (auch: Altegeder Mill, Whitefriars Mill, Nassington’s Mill, Sexton’s Mill, Queeney’s Mill, Howlett’s Mill, Peabody’s Mill) war eine Mühle am River Sherbourne in Coventry in England. An das Gebäude erinnert nur noch eine Plakette am Gebäude 48-102 Gulson Road.
Mühlen bildeten einen wichtigen Teil der Wirtschaft in England seit dem Mittelalter. Die Shut Lane Mill trug im Laufe ihrer Geschichte viele verschiedene Namen. Zu den Besitzern gehörten die Earls of Chuster, die Priory St. Mary (Whitefriars) und die Old Grammar School. Sie bestand seit dem 12. Jahrhundert und wurde 1841 aus Gesundheitsgründen geschlossen; das Gebäude bestand bis ca. 1930.

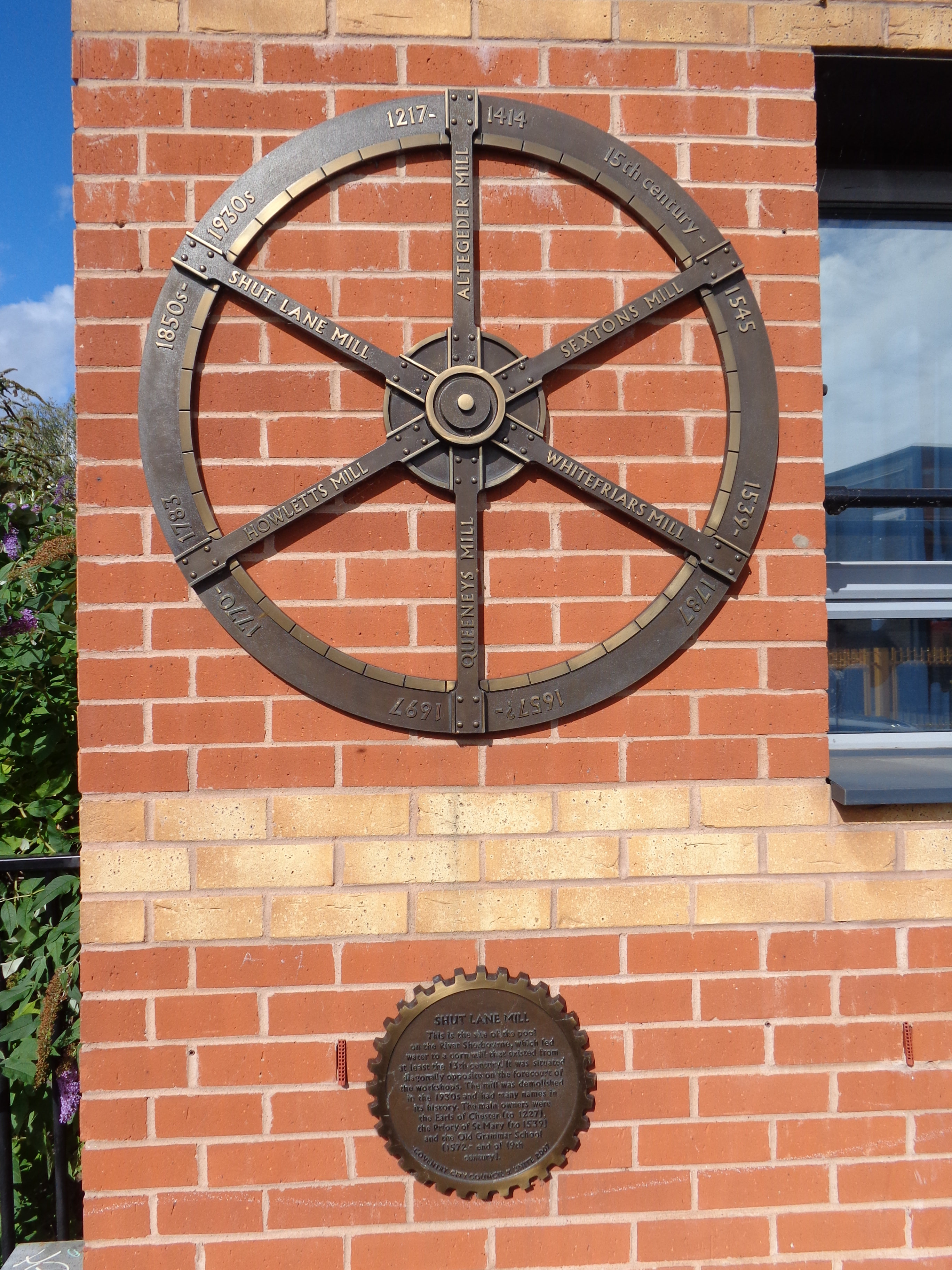
Plakette am Gebäude der Gulson Road